# ماريون كلينش كالكينز
ماريون كلينش كالكينز (بالإنجليزية: Marion Clinch Calkins)‏ هي كاتِبة وشاعرة أمريكية، ولدت في 15 يوليو 1895 في إيفانسفيل في الولايات المتحدة، وتوفيت في 26 ديسمبر 1968 في ماكلين في الولايات المتحدة.